# Момбальдоне

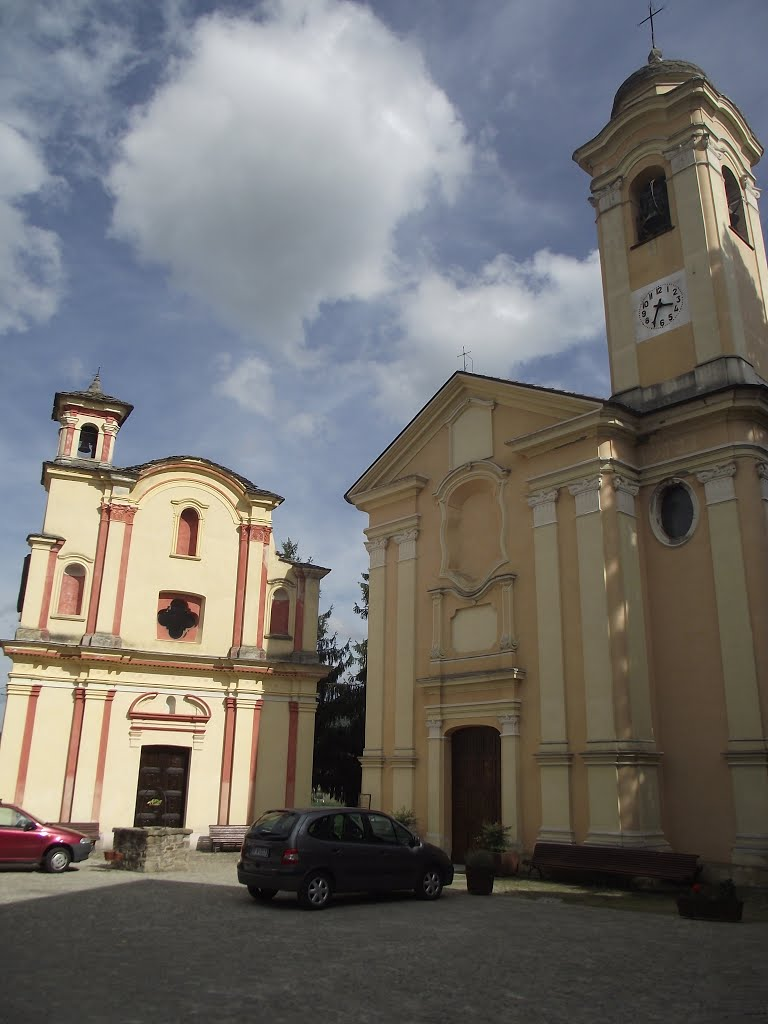

Момбальдоне (итал. Mombaldone) — коммуна в Италии, располагается в регионе Пьемонт, в провинции Асти.
Население составляет 232 человека (2008 г.), плотность населения составляет 19 чел./км². Занимает площадь 12 км². Почтовый индекс — 14050. Телефонный код — 0144.
Покровительницей коммуны почитается Пресвятая Богородица (Madonna del Tovetto), празднование 8 сентября.

## Демография
Динамика населения:

## Администрация коммуны
- Официальный сайт: http://www.comune.mombaldone.at.it